# Johannes Christoph Fehling
Johannes Christoph Fehling (né le 7 août 1800 à Lübeck, mort le 17 octobre 1882 dans la même ville) est un homme d'affaires allemand.

## Biographie
Johannes Christoph Fehling est le fils de Hermann Christian Fehling, brasseur, hommes d'affaires puis douanier. Le chimiste Hermann von Fehling est son jeune frère.
Fehling est marchand et assureur. Il est membre du conseil municipal de Lübeck de 1848 à 1850.
Il épouse Anna Emilie Oppenheimer (de), la fille du banquier Jacob Amschel Oppenheimer, actionnaire de Heckscher & Co. De ce mariage naissent quatre enfants : Adele, la fille aînée, se marie avec Heinrich Theodor Behn qui sera maire de Lübeck, Johannes Fehling sera sénateur de la ville, Hermann Wilhelm Fehling sera grossiste et Emil Ferdinand Fehling sénateur-maire de Lübeck.
Il est le grand-père maternelle d'Else Gütschow historienne de l'art et première docteure de l'université de Strasbourg.